# Siêu tân tinh giàu calci
Trong thiên văn học, siêu tân tinh giàu calci là một phân lớp siêu tân tinh có độ sáng mờ nhạt hơn các siêu tân tinh khác và tạo ra một lượng lớn calci bất thường. Vì độ sáng siêu tân tinh giàu calci nằm trong khoảng giữa độ sáng của tân tinh và các siêu tân tinh khác, nên loại này còn được gọi là sự kiện thiên văn chuyển tiếp. Tính đến tháng 8 năm 2017, chỉ có khoảng 15 sự kiện thiên văn được phân loại là siêu tân tinh giàu calci. Do độ sáng thấp khiến những khám phá mới và nghiên cứu tiếp theo của sự kiện thiên văn này trở nên khó khăn. Siêu tân tinh giàu calci trở thành một trong những phân lớp siêu tân tinh bí ẩn nhất hiện được biết đến.